# La Lega
La Lega es una canción popular italiana de la región de Emilia-Romaña, cantada inicialmente por los y las agricultoras de las plantaciones de arroz del valle del río Po, entre 1890 y 1914, y pronto entró en el repertorio de los escardadores. Es el símbolo de la revuelta campesina contra sus patrones a finales del siglo XIX, cuando se comenzaban las primeras organizaciones obreras en forma de ligas que luego se fusionaron en organizaciones y sindicatos comunistas, socialistas y anarquistas. 
La canción aparece en la película Novecento de Bernardo Bertolucci cuando los campesinos, encabezados por Anita, protestan exigiendo a los terratenientes que respeten sus contratos y no los echen de sus tierras. También es tarareada por los hermanos Ribero en la segunda parte del telefilm The School of Power, de Raoul Peck, y cantada por tres jóvenes en el documental So. ¿Contento? (2019) de Marine Guizy.

## Letras
| Letra original en italiano La Lega Sebben che siamo donne Paura non abbiamo Per amor dei nostri figli Sebben che siamo donne Paura non abbiamo Per amor dei nostri figli Socialismo noi vogliamo* Estribillo : O li o li o la E la lega la crescerà E noialtri socialisti O li o li o la E la lega la crescerà E noi altri lavoratori Vogliamo la libertà E la libertà non viene Perchè non c'è l'unione Crumiri col padrone E la libertà non viene Perchè non c'è l'unione Crumiri col padrone Son tutti da ammazzar Estribillo Sebben che siamo donne Paura non abbiamo Abbiamo delle belle buone lingue Sebben che siamo donne Paura non abbiamo Abbiam delle belle buone lingue E ben ci difendiamo Estribillo E voialtri signoroni Che ci avete tanto orgoglio Abbassate la superbia E voialtri signoroni Che ci avete tanto orgoglio Abbassate la superbia E aprite il portafoglio O li o li o la E la lega la crescerà E noialtri lavoratori O li o li o la E la lega la crescerà E noialtri lavoratori I vuruma vess pagà O li o li o la E la lega la crescerà E noialtri socialisti O li o li o la E la lega la crescerà E noialtri socialisti Vogliamo la libertà | Traducción al castellano La Liga Aunque somos mujeres no tenemos miedo. Por el amor de nuestros hijos, por el amor de nuestros hijos. Aunque somos mujeres no tenemos miedo. Por el amor de nuestros hijos queremos socialismo Estribillo : O lí o lí o lá Y la Liga crecerá, y nosotras socialistas, y nosotras socialistas. O lí o lí o lá Y la Liga crecerá Y nosotros los obreros ¡Queremos la libertad! Pero la liberad no llega porque no estamos unidos. Los esquiroles con el patrón, los esquiroles con el patrón Pero la liberad no llega porque no estamos unidos Los esquiroles con el patrón debemos matarlos a todos. Estribillo Aunque somos mujeres no tenemos miedo. Tenemos buenas lenguas, tenemos buenas lenguas. Aunque somos mujeres no tenemos miedo. Tenemos buenas lenguas, y nos defendemos bien. Estribillo Y vosotros señoritos que tenéis tanto orgullo Bajad vuestra altivez, bajaz vuestra altivez. Y vosotros señoritos que tenéis tanto orgullo Bajad vuestra altivez, y abrid la cartera. O lí o lí o lá Y la Liga crecerá. Y nosotros obreros, y nosotros obreros O lí o lí o lá Y la Liga crecerá. ¡Y nosotros obreros, queremos nuestro pago! O lí o lí o lá Y la Liga crecerá Y nosotros socialistas, y nosotros socialistas. O lí o lí o lá Y la Liga crecerá ¡Y nosotros socialistas, queremos libertad! |  |

(*)Un verso alternativo a 'Per amor de nostri figli Socialismo noi vogliamo' es: 'Per amor de nostri figli In lega ci mettiamo'.

## En la cultura popular
Aparece en la película Novecento, siendo cantada por las mujeres labradoras, lideradas por Anna, cuando se interponen entre la Guardia Real y la vivienda de un campesino al que iban a expulsar, vulnerando su contrato de trabajo.